# December (musikalbum)
December är ett musikalbum av The Moody Blues, släppt den 28 oktober 2003. Det innehåller jullåtar av olika kompositörer. Bland annat återfinns en låt av John Lennon och Yoko Ono, och flera låtar skrivna av bandmedlemmarna själva. Efter albumsläppet, som bestämdes vara deras sista, har dock vissa av gruppens medlemmar fortsatt att turnera.